# Loulou Hégoburu
Marie-Louise Hégoburu , née le 6 août 1898 à Bordeaux et morte le 20 décembre 1947 à La Celle-Saint-Cloud (Seine-et-Oise), est une artiste de music-hall, danseuse, meneuse de revue, chanteuse et actrice de cinéma française.

## Biographie
Elle débute comme danseuse dans des revues, puis comme chanteuse dans des comédies musicales.

### Vie privée
Elle épouse Lucien Bossoutrot, aviateur et homme politique français, le 17 novembre 1923, à Paris dans le 2e arrondissement.

## Opérettes et comédies musicales

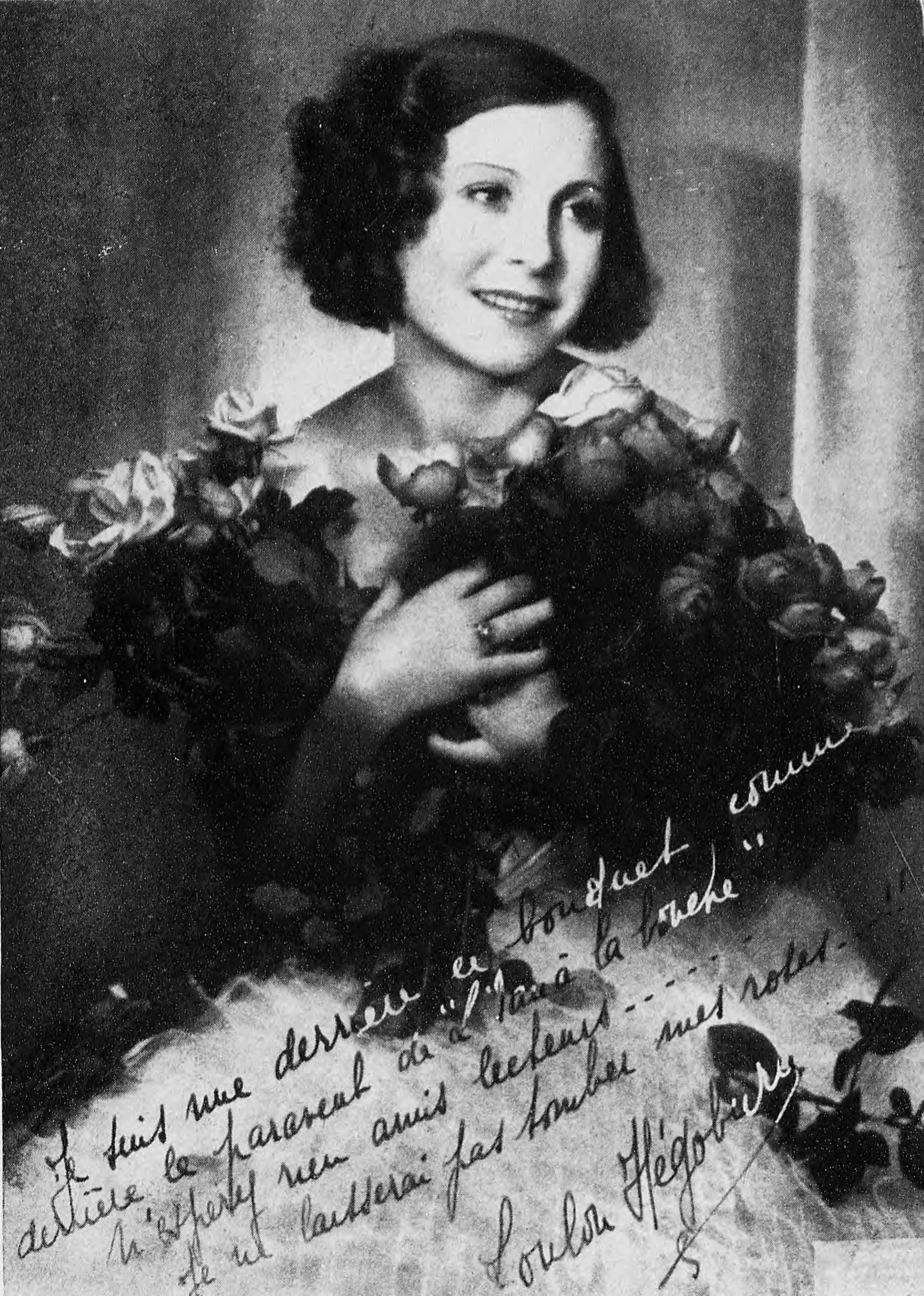
Loulou Hégoburu dans la Vie parisienne 1934

- 1926 : No, No, Nanette comédie musicale, adaptation française au théâtre Mogador[2]
- 1928 : L'Eau à la Bouche, opérette en trois actes de Serge Veber, musique de Philippe Parès et Georges van Parys au théâtre Daunou[3].
- 1929 : Tip-Toes, opérette en trois actes, d'André Mauprey, Robert de Machiels et Serge Veber, d'après Guy Bolton et Fred Thompson, Lyrics d'André Mauprey, musique de George Gershwin au Folies-Wagram.
- 1930 : Sidonie Panache, opérette à grand spectacle en 2 actes d'Albert Willemetz et André Mouëzy-Éon, musique de Joseph Szulc au théâtre du Châtelet[4].
- 1936 : Un p'tit bout de femme, opérette en trois actes, livret de Daniel-Norman, musique de René Mercier, couplets de Charles Louis Pothier et Daniel-Norman au Théâtre de la Gaîté-Lyrique[5],[6].
- 1937 : Ma petite amie, opérette de Serge Veber, musique de Georges van Parys aux Bouffes-Parisiens

## Revues
- 1914 : Les jambes en l'air, revue en trois actes et cinquante tableaux de Rouchand, Ch.Rouvray et Lemarchand au théâtre Moderne[7]
- 1914 : La revue des baisers, de Quinel et Moreau au théâtre Moderne
- 1915 : C'est Mimi !, revue en 2 actes, de Léo Lelièvre et Henri Varna à la Gaîté-Rochechouart[8]
- 1918 : Plein la vue !, revue de Max Eddy et Maurice Rumac à la Gaîté-Rochechouart[9].
- 1919 : Tout feu...Tout flemmme, revue d'Albert Willemetz, avec Nina Myral, Paulette Franck, Phyllis Monkman et Jack Buchanan  au Casino de Paris[10],[11]
- 1920 : La Revue Légere de Léo Lelièvre et Henri Varna aux Ambassadeurs[12].
- 1921 : Ça Tourne, revue de Fernand Rouvray et Jean Marsac, au Moulin de la Chanson[13].
- 1924 : Herriot...Ready ?, revue de Rip et Briquet au Moulin de la Chanson[14]
- 1925 : Sur le Velours, revue en 3 actes et 25 tableaux, de Battaille-Henri au Théâtre de La Potinière[15].
- 1932 : Nuits de Folies de Louis Lemarchand, aux  Folies-Bergère[16].
- 1938 : Une de la Lune, revue à La Lune Rousse avec Fred Mélè et Adrien Adams[17]..

## Discographie
- C'est Rosalie / La Cantinière, Columbia, DF 446, 1931,

joujou - couplage jean granier chéri = my heart is bluer than your eyes COLUMBIA DF 63
pour être heureux - tea for two GRAMOPHONE K 3583
(accessible sur le site de Bibliothèques spécialisées de la Ville de Paris)

## Filmographie
- 1930 : Le Cabaret des Cœurs perdus, court-métrage de Kerven et Pierre Schwab avec Habib Benglia[18]
- 1932 :  La Fille du Bouif de René Bussy[19]
- 1933 : Ça colle

## Source
: document utilisé comme source pour la rédaction de cet article.
- Comoedia
- La Vie parisienne